# Mediageweld
Mediageweld is geweld dat getoond wordt door de media. Over de invloed hiervan op het gedrag van met name jongeren bestaan uiteenlopende theorieën.

## Onderzoek naar mediageweld
Het empirisch onderzoek naar de invloed van mediageweld op kinderen is er gekomen sinds de jaren 60 van de 20ste eeuw. De reden voor dit onderzoek was het ontstaan van geweld in de Amerikaanse binnensteden. Het empirisch onderzoek kan worden opgedeeld in vijf soorten experimenten.

### Laboratoriumexperiment
Het laboratoriumexperiment of zuiver experiment vindt plaats in een laboratorium. Bij het onderzoek naar mediageweld worden een aantal kinderen aselect in twee groepen verdeeld. De eerste groep is de experimentele groep, die een gewelddadige film bekijkt. De tweede groep is de controlegroep, die naar een neutrale film kijkt of een groep die zelf geen film bekijkt. Na afloop van het experiment worden de gedragingen van de twee groepen met elkaar vergeleken. In de meeste gevallen was de experimentele groep agressiever. Dit uitte zich in het harder slaan op de poppen of het stellen van gewelddadiger gedrag naar hun leeftijdsgenoten.
Het laboratoriumexperiment heeft een hoge interne validiteit want de kinderen worden aselect in twee groepen verdeeld. Daarnaast worden alle externe factoren uitgeschakeld, die het gedrag van de kinderen kan beïnvloeden. Toch zijn er ook nadelen. Dit type onderzoek houdt geen rekening met de sociale context net omdat het in een labo plaatsvindt. Met andere woorden: er kan niet gesteld worden dat kinderen zich op dezelfde manier zouden gedragen in het dagelijks leven. Daarom heeft een labo-experiment een lage externe validiteit. 

### Veldexperiment
Bij veldexperimenten proberen de onderzoekers de externe validiteit zo hoog mogelijk te houden door de kinderen in hun eigen omgeving te onderzoeken. Vaak worden bestaande groepen op locatie gebruikt om het experiment uit te voeren. Een Belgisch veldexperiment ging te werk door aan één groep een week lang gewelddadige films te tonen en een andere groep een week lang neutrale films te tonen. De onderzoekers stelden vast dat personen die de gewelddadige films te zien kregen meer agressie gingen vertonen, maar het effect kwam alleen voor bij kinderen die van nature een agressieve aanleg hadden.
Een ander soort veldexperiment is het natuurlijk experiment. Een Canadees experiment vergeleek het gedrag van kinderen in een stad zonder televisie (Notel) en een stad met televisie. De kinderen werden eerst getest naar agressiviteit van hun gedrag. Twee jaar later kregen de kinderen in Notel ook een televisie en gingen de onderzoekers opnieuw hun gedrag na. Uit het experiment bleek, dat de kinderen uit Notel agressiever werden na het krijgen van een televisie.
Wel kunnen de onderzoekers nooit met zekerheid stellen dat het agressief gedrag alleen verklaard wordt door het zien van de gewelddadige films. De derde variabelen kunnen nooit helemaal uitgesloten worden, omdat ze vaak niet geweten zijn. Omdat deze variabelen niet getest kunnen worden, zullen de onderzoekers nooit een causaal verband kunnen aantonen.

### Correlationeel onderzoek
Dit soort onderzoek gaat na of er een verband is tussen twee variabelen. Het onderzoek speelt zich af in de leefomgeving van de geteste personen. Praktisch gaan onderzoekers te werk door te vragen hoeveel uur een persoon naar televisie kijkt en naar welke programma hij/zij kijkt. Daarna wordt nagegaan welk gedrag die persoon stelt. Dit kan door observatie, maar ook door personen te bevragen die de proefpersoon kennen.
Dit soort onderzoek heeft eenzelfde externe validiteit als een veldonderzoek. Het nadeel bij een correlationeel onderzoek is dat er alleen een verband kan worden aangetoond. Dit verband hoeft niet causaal te zijn, het zou bijvoorbeeld kunnen dat agressieve kinderen meer naar gewelddadige televisieprogramma's kijken. Correlationeel onderzoek heeft dus een lage interne validiteit.

### Causaal-correlationeel onderzoek
Causaal-correlationeel onderzoek, ook wel longitudinaal onderzoek genoemd, gaat dieper in op het correlationeel onderzoek. De correlatie tussen twee variabelen, x en y, wordt berekend op twee verschillende punten in de tijd. Als we bijvoorbeeld score van x op tijd 1 correleren met de scores van y op tijd 2 en x veroorzaakt y, dan zou die correlatie hoger moeten zijn dan wanneer we y op tijd 1 doen correleren met x op tijd 2.
Eron, Huesmann en collega's hebben dergelijk onderzoek gedaan om de correlatie tussen mediageweld en agressief gedrag na te gaan. Zij onderzochten twee keer de deelnemers: één keer wanneer ze 8 jaar waren en nog eens wanneer ze 18 jaar waren. Volgens het onderzoek zou het kijken naar gewelddadige films op achtjarige leeftijd, leiden tot agressief gedrag op achttienjarige leeftijd. Er was geen sprake van een omgekeerd effect: agressief gedrag stellen op achtjarige leeftijd leidt dus niet tot het meer kijken van gewelddadige films op achttienjarige leeftijd.

### Meta-analyse
Een meta-analyse zal verschillende onderzoeken samenvoegen en herwerken tot één geheel. Enkele onderzoekers hebben dergelijk onderzoek gedaan om de relatie tussen agressief gedrag en het kijken van televisie na te gaan. Dit onderzoek toonde aan dat kinderen die veel met mediageweld in contact komen, meer kans hebben om agressief gedrag te stellen dan kinderen die in mindere mate met mediageweld in contact komen.

## Theorieën over mediageweld
De verschillende theorieën geven een verklaring voor de manier waarop mediageweld kan leiden tot agressief gedrag.

### Sociale leertheorie
Volgens de sociale leertheorie van Bandura (1973) wordt agressie net zoals vele andere gedragingen, aangeleerd. Een eerste manier waarop dit kan gebeuren is door directe ervaring. Kinderen leren, door het stellen van agressief gedrag en door het krijgen van een beloning die daarop volgt, nog meer agressief gedrag te stellen. Dit leren ze moeilijk af. Agressief gedrag kan ten tweede ook geleerd worden door het gedrag van anderen. Als kinderen zien dat iemand agressief gedrag stelt en daar later voor gestraft wordt, is de kans kleiner dat zij later hetzelfde gedrag zullen stellen. Bij deze tweede vorm van leren, spelen rolmodellen een grote rol.
Bandura heeft zijn theorie in verschillende experimenten getoetst, één daarvan was het bobo-doll-experiment. Hij liet kleuters een filmfragment zien, waar een volwassen man een grote pop sloeg en schopte. De kleuters werden in drie groepen verdeeld. De eerste groep kreeg dit fragment te zien waarbij de man op het einde beloond werd voor zijn daden. De tweede groep kreeg hetzelfde fragment, maar de man werd gestraft en de derde groep kreeg alleen het fragment te zien zonder dat de man gestraft of beloond werd. Daarna kregen de kleuters de kans om met de pop te spelen. De kinderen die de gestrafte man gezien hadden, stelden toen minder agressief gedrag ten aanzien van de pop dan de kinderen die de beloonde man te zien kregen. Omdat geweld in de media vaak naar voor komt als acceptabel of gerechtvaardigd, kunnen kinderen dit gedrag makkelijk aanleren.
Bandura legt nog de nadruk op de zelfregulerende processen van de kinderen. Dit wil zeggen dat agressie op televisie niet automatisch zal leiden tot agressief gedrag. Hij stelt dat het gedrag op televisie een rol speelt, de persoonlijke kenmerken en de kenmerken van de omgeving.

### De cognitieve scripttheorie
Scripts zijn de ideeën die een bepaald persoon heeft over hoe een bepaalde situatie zal verlopen. Mensen kunnen zich bijvoorbeeld perfect inbeelden wat er zal gebeuren als ze naar de dokter gaan. Volwassenen hebben enorm veel scripts die gevormd zijn door al hun ervaringen. Kinderen moeten die scripts nog leren of nog aanpassen. Als kinderen zien dat een geweld gebruikt wordt als reactie op bepaalde  gedragingen, is het mogelijk dat ze meer agressieve scripts hebben dan kinderen die minder in contact komen met mediageweld. Deze scripts kunnen ervoor zorgen dat mensen meer agressie tonen in bepaalde situaties.

### Primingtheorie
Deze theorie leunt dicht aan bij de cognitieve scripttheorie. Ze gaat ervan uit dat een externe stimulus andere, gerelateerde geheugeneenheden kan activeren. Met andere woorden: priming zorgt ervoor dat bij een externe prikkel ook andere, verwante geheugeneenheden worden geactiveerd. Door het zien van geweld op televisie worden gewelddadige geheugenelementen uitgelokt, het gaat over emoties, gedachten en prikkels tot actie.
Onderzoek van Anderson en Murphy onderzocht dit effect van priming. Hun onderzoek bestond uit twee delen. In het eerste deel gingen vrouwelijke studentes 20 minuten een computerspel spelen. De ene helft van de vrouwen speelde Street Fighter, een gewelddadig spel en de andere helft speelde Oh No! More Lemmings een kinderspel. Na het spel moesten de proefpersonen in een ruimte gaan zitten tegenover een andere proefpersoon, voor het tweede deel van het experiment. Telkens wanneer er een toon klonk moesten ze zo snel mogelijk afdrukken. Wanneer een persoon trager drukte, kreeg die persoon een onaangenaam lawaai te horen. Wanneer de persoon sneller drukte mocht ze zelf kiezen hoe luid de toon zou klinken bij de andere persoon. Wat de deelneemsters niet wisten was dat er geen persoon was in de andere kamer, maar dat alles vooraf vastgelegd was. Elke proefpersoon kreeg dus dezelfde reeks van gewonnen en verloren beurten. De onderzoekers gingen dan na in welke mate er wraak werd genomen door het maximum lawaainiveau als straf te geven. De resultaten toonden aan dat de vrouwen die het gewelddadige spel speelde meer de maximumstraf gaven, dan de personen die het niet-gewelddadige spel speelden.
Dit onderzoek werd eerder al gedaan bij mannen, waar hetzelfde effect gevonden werd.
Bij deze primingtheorie kunnen we kort de opwindingstheorie bespreken, die stelt dat de arousal verhoogt naarmate mensen eerder agressieve beelden zien. Deze verhoogde arousal kan nog een tijd doorgaan na het zien van een gewelddadige film. Dit kan zich dan uiten in agressief gedrag.

### Gewenningstheorie
Deze theorie stelt dat hoe meer een persoon in contact komt met mediageweld hoe meer hij eraan gewend geraakt. Dit impliceert dat men er minder onder gaat lijden en dat de morele beoordeling van geweld versoepelt. Door deze factoren zal agressief gedrag in mindere mate worden geremd. 
In een onderzoek van Margaret Thomas en collega's werd nagegaan of de kinderen meer ongevoelig werden voor agressie in hun eigen omgeving. Het onderzoek verliep in twee delen. Thomas verdeelde de kleuters in twee groepen. De eerste groep kreeg een gewelddadige film te zien, de tweede groep een neutrale film. Na het bekijken van deze film ging de onderzoeker even weg. De kleuters kregen dan een beeld van andere vechtende kleuters. In de groep waar ze tevoren de gewelddadige film hadden gezien gingen de kleuters minder emotioneel reageren dan in de andere groep. Dit toonde dus aan dat kleuters gewennen aan het gewelddadig gedrag, ook in hun eigen leefomgeving.

### Catharsistheorie
Deze theorie is een onderdeel van de frustratie-agressiehypothese van John Dollard en collega's. Deze hypothese bestaat uit twee onderdelen. Ten eerste wordt gesteld dat frustratie ontstaat omdat het individu belet wordt om een vooropgesteld doel te bereiken. Ten tweede wordt gesteld dat alle agressie het resultaat is van frustratie. Frustratie hoeft wel niet steeds te resulteren in agressief gedrag. De agressie kan geblokkeerd worden als de bron van frustratie niet aanwezig is of als de persoon vreest dat hij voor zijn daden gestraft zal worden. 
Het catharsisbegrip houdt in dat elke gestelde agressieve handeling de behoefte om agressief te reageren verzwakt. Bovendien wordt agressie erg ruim gedefinieerd. Toegepast naar mediageweld, zullen ze kijken naar het agressieve gedrag van anderen (zowel in de realiteit als fictief) eveneens definiëren als agressie. Het gevolg daarvan is dat kijken naar gewelddadige films een positieve invloed zou hebben op gewelddadig gedrag. Volgens deze theorie zal de behoefte om reëel agressief gedrag te stellen afgezwakt worden door het kijken naar gewelddadige films, in tegenstelling tot alle andere theorieën. 
Later onderzoek heeft uitgewezen dat frustratie kan leiden tot agressie. Mark Leary stelde vast dat 13 op 15 van de bloedbaden die op middelbare scholen plaatsvonden het resultaat waren van uitsluiting en dus van frustratie.
De theorie van Dollard werd snel bekritiseerd omdat frustratie niet steeds tot agressie leidt. Later onderzoek toonde aan dat agressie vooral het gevolg was van het niet kunnen bereiken van belangrijke doelstellingen. De stelling die zegt dat elke vorm van agressie op frustratie steunt werd eveneens bekritiseerd, er zijn meerdere factoren die kunnen leiden tot agressie, zoals sociale of economische problemen.

## Beïnvloeding door de context
In voorgaande theorieën kwam vooral naar boven dat mediageweld steeds een, al dan niet beperkte, invloed heeft. Toch moet dit genuanceerd worden, want de context waarin het mediageweld zich afspeelt heeft eveneens een rol. 
De sociale leertheorie van Bandura toonde aan dat kinderen gedrag imiteren. Toch kan niet gesteld worden dat kinderen al het gedrag zomaar zullen nadoen. Het speelt een rol of de persoon die het gewelddadige gedrag stelde gestraft wordt of beloond wordt. De kinderen in het experiment van Bandura bijvoorbeeld, stelden minder vaak hetzelfde gedrag wanneer de persoon gestraft werd voor zijn daden, dan wanneer hij werd beloond.
Daarnaast is het belangrijk of de kijker zich kan identificeren met de dader. Wanneer de dader aantrekkelijk is en mensen zich met de dader kunnen identificeren, zullen ze makkelijker zijn of haar gedrag overnemen. Wanneer een kind op televisie geweld pleegt, zal het voor andere kinderen makkelijker zijn om deze gedragingen na te doen.
Ten slotte speelt het ook een rol of het geweld gerechtvaardigd is of niet. Een onderzoek van Patti Valkenburg toonde aan dat kinderen onrechtvaardig geweld fout vinden. Ze heeft voor dit onderzoek kinderen in twee groepen verdeeld. De twee groepen kregen een verhaal te horen waar hetzelfde geweld werd gebruikt. In het ene verhaal was het geweld gerechtvaardigd: iemand beschermde zijn oma tegen bedreiging van een derde persoon. In het andere verhaal was het geweld onrechtvaardig: iemand sloeg een persoon in elkaar omdat hij tegen per ongeluk een accident had veroorzaakt. Uit dit onderzoek volgde dat 98% van de kinderen het onrechtvaardig geweld fout vond, terwijl dat bij het beschermen van de oma slechts 30% was.